# 부가티 EB 218
부가티 EB 218(프랑스어: Bugatti EB 218)은 부가티에서 1999년에 공개된 두 번째 컨셉트 카이다. 선행차량인 EB 112와 2도어 모델인 EB 118을 설계한 조르제토 주지아로가 설계했다.EB 218은 1993년 부가티 오토모빌리 SpA가 도입한 컨셉 세단인 EB 112의 후속 차종으로 간주할 수 있다. EB 218은 폭스바겐의 독특한 W18 엔진과 람보르기니 디아블로 VT에서 차용한 영구 4륜구동을 특징으로 한다.

## 디자인

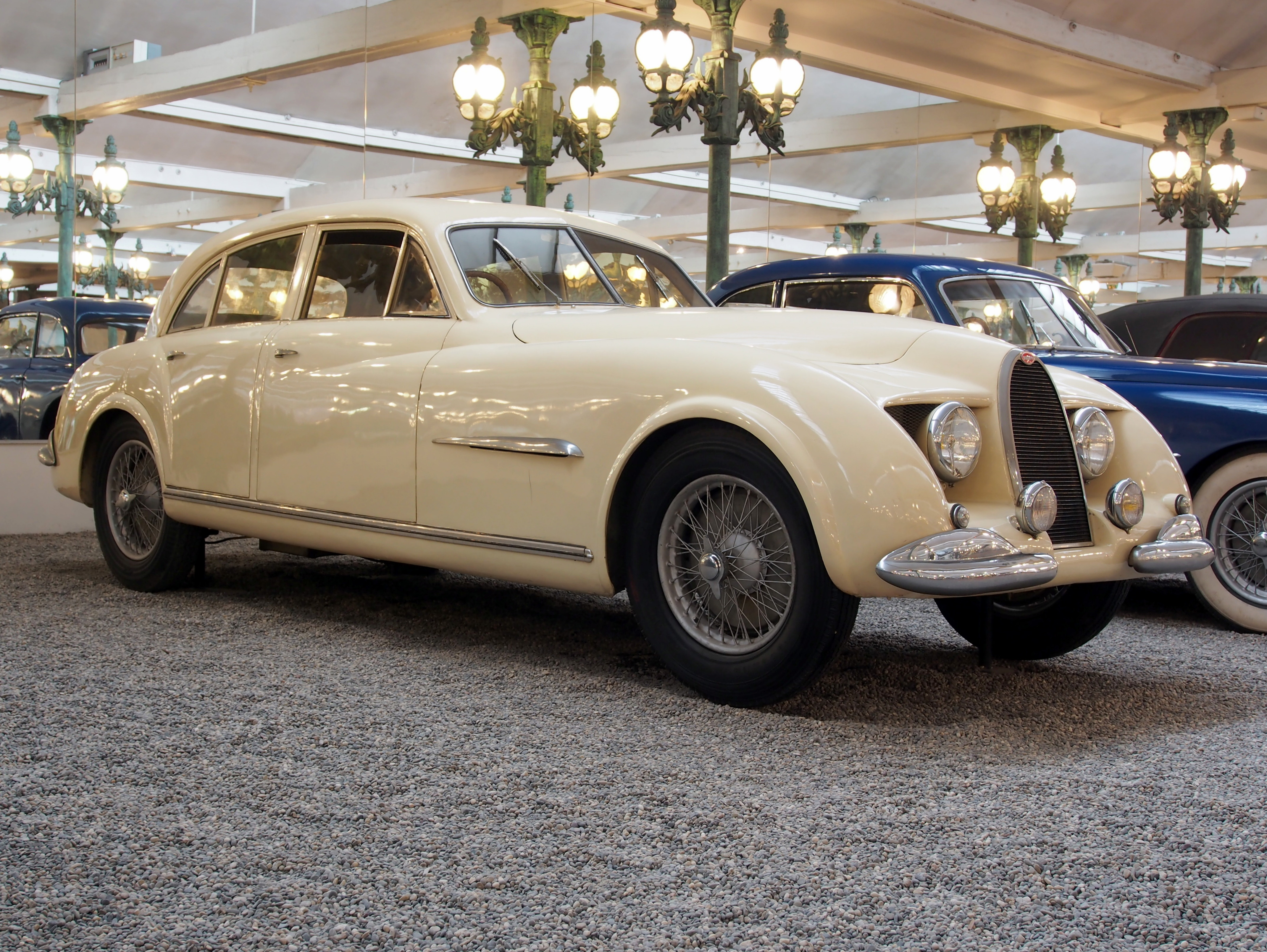
부가티 타입 101 기요르 4도어 세단

부가티는 조르제토 주지아로에게 1993년에 부가티 오토모빌리 SpA를 위해 설계한 EB 112 컨셉을 업데이트하도록 의뢰했다. EB 218의 축간거리는 3 m (118.1 in)이고 총 길이는 5,385 mm (212.0 in)입니다. 따라서 EB 218은 EB 112보다 315 mm (12.4 in) 더 길어진다. EB 218과 EB 112의 가장 눈에 띄는 시각적 차이점은 재설계된 후드, 범퍼 및 조명이다. 전체 디자인은 EB 112의 "Droopy 해치백 세단" 디자인보다 훨씬 덜 논란의 여지가 적고 EB 112의 해치백 모양보다는 일반적인 세단 모양에 훨씬 가깝다. 인테리어 디자인은 베이지색 가죽 시트와 모든 악기와 통풍구가 "구성"된 상태를 유지하도록 관리하는 대형 목재 대시보드로 매우 단순하면서도 매우 고급스럽다. EB 218은 고전적인 타입 101 기요르에서 영감을 받았다.

## 데뷔
부가티는 1998년 파리 오토쇼에서 2도어 모델이 소개된지 1년 후인 1999년 제네바 모터쇼에서 EB 218을 선보였다.

## 파워트레인
1998년 EB 118에서 데뷔한 것과 동일한 W18 엔진과 영구 4륜구동 파워트레인을 사용하며 동일한 기술이 1999년식 18/3 시론 컨셉트 카에 사용되었다.
폭스바겐 그룹이 설계한 563 PS (414 kW; 555 hp)및 479 lb·ft (649 N·m), W18 엔진에서 출력이 나온다. 디자인은 엔진의 비정상적인 발사 순서로 인해 매우 독특했다. EB 218 W18 엔진은 각 실린더 뱅크 사이에 60도 오프셋이 있는 6개의 실린더로 구성된 3개의 뱅크로 구성되어 있다. 대조적으로, 부가티 (폭스바겐 소유)의 첫 번째 생산 차량인 2005년식 베이론 EB 16.4의 W16 엔진은 4기통의 4 뱅크를 특징으로 한다. EB 218에는 람보르기니 디아블로 VT 스포츠카에서 가져온 영구 4륜구동이 있다.